# Vie privée et familiale
Cet article concerne le titre de séjour ou carte VPF. Pour les autres significations, voir Vie privée.
Le titre de séjour vie privée et familiale ou carte VPF en France est une autorisation de séjour pour étrangers créée par la loi du 11 mai 1998 dite loi RESEDA  (ou loi Relative à l'Entrée et au Séjour des Étrangers et au Droit d'Asile). 
Ce titre de séjour, d’un an renouvelable, donne droit à l’exercice d’une activité professionnelle.  
Ce titre est surtout attribué aux membres de famille de Français n'ayant pas droit à la carte de résident, ainsi qu'aux candidats à la résidence en France au motif de liens personnels et familiaux.  

## Ventilation
Les membres de famille de Français se voyant attribuer une carte VPF qui n'étaient que 12 095 en 1999, étaient au nombre de 53 588 en 2004. Notons qu'en revanche, le nombre de membres de famille de Français se voyant remettre la carte de résident s'effondrait de 21 020
en 2002 à 8 037 en 2004. Pour 81 %, ces entrants sont des conjoints. 

D'après le Haut Conseil à l'Intégration (Observatoire statistique de l’immigration et de l’intégration), dans les faits, trois motifs sont prépondérants (plus de 95 % du total) parmi les étrangers obtenant une carte VPF pour « liens personnels et familiaux » : il s’agit des mineurs ayant leur résidence habituelle en France depuis l’âge de dix ans, puis des étrangers justifiant de leur résidence habituelle en France depuis au moins 10 ans, ou 15 ans s’ils ont été étudiants, et enfin, principalement des étrangers dont les liens personnels et familiaux sont tels que le refus d’autoriser le séjour porterait au droit au respect de la vie privée et familiale une atteinte disproportionnée au regard des motifs de refus (article 12 bis 7).